# Kazimierz Żorawski
 Kazimierz Żorawski oder Kazimierz Żórawski (* 22. Juni 1866 in Szczuki bei Ciechanów; † 23. Januar 1953) war ein polnischer Mathematiker der Krakauer Mathematikerschule. Er arbeitete über Lie-Gruppen, Differentialgeometrie und Strömungslehre.

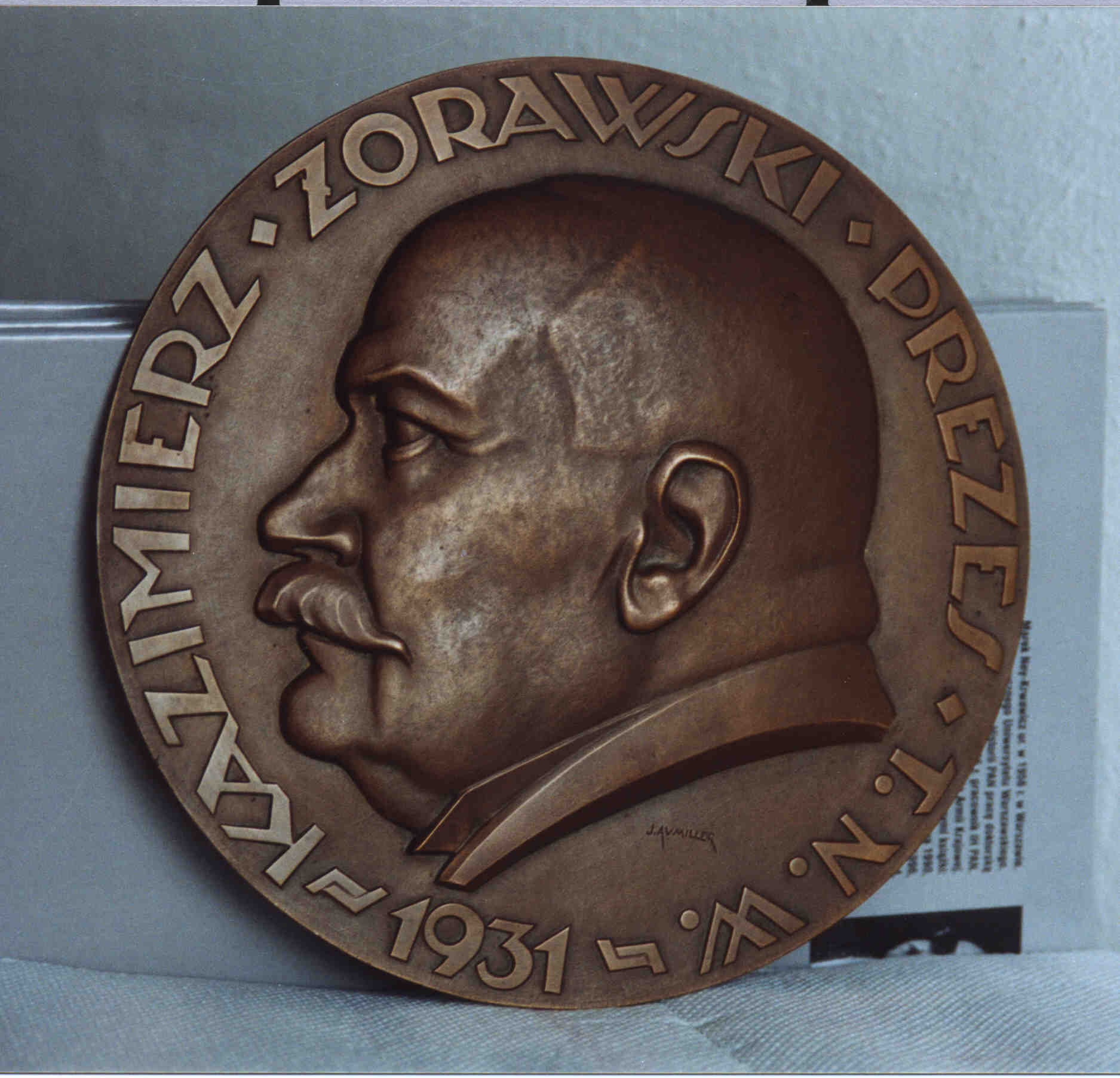
1931

## Leben
Kazimierz Żorawski studierte von 1884 bis 1888 Mathematik an der Universität Warschau (Kaiserliche Universität Warschau) mit Russisch als Unterrichtssprache. Später (von 1888 bis 1892) studierte Żorawski in Paris, Göttingen und Leipzig. 1891 promovierte er an der Universität Leipzig unter M. Sophius Lie. In den Jahren 1892–1895 war er Professor an der Technischen Akademie in Lemberg. In 1895 wurde er Professor und von 1917 bis 1918 Prorektor an der Jagiellonen-Universität in Krakau. Er war auch Mitglied der Akademie der Gelehrsamkeit (später Polnische Akademie der Gelehrsamkeit) in Krakau aus dem 1900. In 1919 wurde er Professor der Mathematik an der TU Warschau und der Warschauer Universität. 1920 wurde Żorawski Mitglied der Warschauer Wissenschaftsgesellschaft, deren Präses er von 1926 bis 1931 war. 1952 wurde er in die Polnische Akademie der Wissenschaften in Warschau berufen. Ihm wurde das Komturkreuz des Orden Polonia Restituta verliehen.
Als Student war Żorawski mit Maria Skłodowska – der späteren Marie Curie – bekannt, die von Ende 1885 an dreieinhalb Jahre lang Gouvernante auf dem Gut seiner Eltern war. Jene standen den Heiratsabsichten ihres Sohnes mit Maria jedoch ablehnend gegenüber. Im Frühjahr 1889 endete Skłodowskas Tätigkeit bei der Familie Żorawski. Sie nahm zunächst an einem anderen Ort eine Stelle als Hauslehrerin an und zog 1891 zum Studium nach Paris.